# Sadowie (województwo wielkopolskie)
Sadowie – wieś w Polsce położona w województwie wielkopolskim, w powiecie ostrowskim, w gminie Ostrów Wielkopolski. Leży na Wzgórzach Wysockich, które na terenie wsi sięgają 181 m n.p.m. (wzniesienie Golgota). Liczy około 0,6 tys. mieszkańców.

## Położenie
Położone przy drodze powiatowej Wysocko Wielkie-Mikstat, około 4 km na wschód od Ostrowa Wielkopolskiego, na szlaku turystycznym Gołuchów-Mikstat.

## Historia
W starożytności obszar osadnictwa. Odkryto tu cmentarzysko złożone z 19 kurhanów, z II okresu brązu tj. z lat 1500-1200 p.n.e. Sadowie znane jest od 1401 roku jako wieś prywatna, rycerska, przynależąca do parafii w Wysocku. Miejscowość przynależała administracyjnie przed rokiem 1887 do powiatu odolanowskiego, W latach 1975–1998 do województwa kaliskiego, a w latach 1887–1975 i od 1999 do powiatu ostrowskiego.
W końcu XIX wieku, według Słownika Geograficznego wieś Sadowie liczyła 38 domów i 301 mieszkańców, a majętność (należąca do hrabiego Stanisława Szembeka 5 domów i 105 mieszkańców. W Sadowiu zmarł ks. Dominik Buszta CP.

## Zabytki

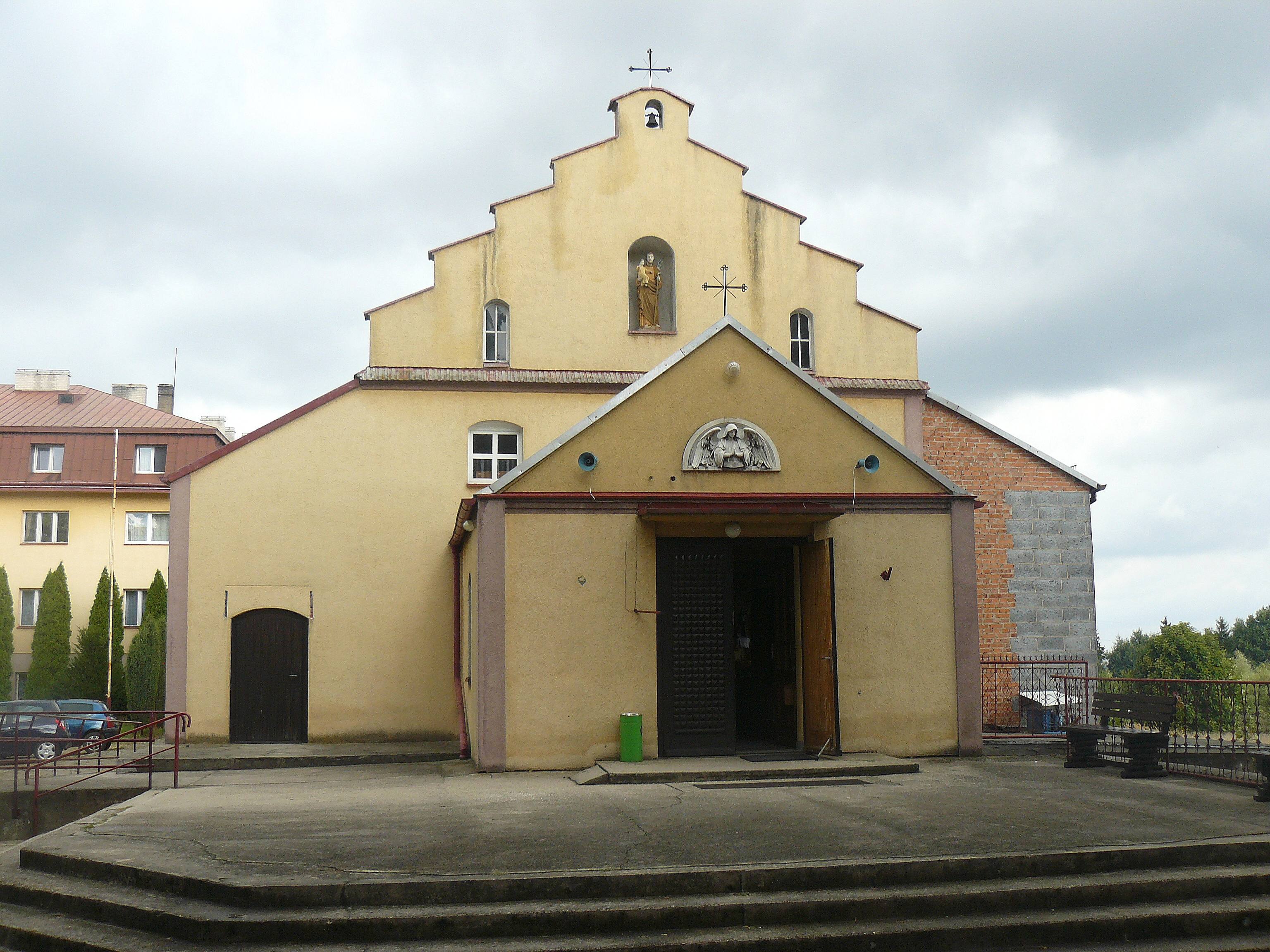
Kościół pw. Chrystusa Króla w Sadowiu

- zespół klasztorny oo. Pasjonistów na wzgórzu Golgota, wybudowany w 1932 roku, ufundowany przez Bogdana Szembeka z Wysocka, sanktuarium Męki Pańskiej z nową (z roku 1999) Drogą Krzyżową, miejsce pielgrzymek
  - kościół Chrystusa Króla
  - klasztor Zgromadzenia Męki Chrystusa